# Cezary z Nazjanzu
Cezary z Nazjanzu, cs. Swiatyj Kiesarij Nazianzin, wracz (ur. ok. 330 w Arianz w pobliżu Gelveri i Nazjanzu w Kapadocji, zm. ok. 368 w Bitynii) - młodszy brat św. Grzegorza z Nazjanzu i św. Gorgonii, nadworny lekarz Konstancjusza II i Juliana Apostaty, święty Kościoła katolickiego i prawosławnego.
Matką Cezarego była pobożna św. Nonna, ojcem św. Grzegorz Starszy (w chwili narodzin św. Grzegorza był biskupem Nazjanzu), z początku poganin. Prawdopodobnie pod wpływem żony przyjął chrzest (325).
Cezary wiedzę zdobywał w Aleksandrii. Studiował głównie medycynę oraz geometrię i astronomię. Pod wpływem brata i św. Bazylego przyjął chrzest.
Święty Cezary jest patronem lekarzy.
Jego wspomnienie liturgiczne w Kościele katolickim obchodzone jest 25 lutego.
Cerkiew prawosławna i Kościoły greckokatolickie, z uwagi na liturgię według kalendarza juliańskiego, wspominają świętego 9/22 marca, tj. 22 marca według kalendarza gregoriańskiego.